# Pișceanîi Brid, Veselînove
Pișceanîi Brid (în ucraineană Піщаний Брід, în germană Speyer) este un sat în comuna Șîrokolanivka din raionul Veselînove, regiunea Mîkolaiiv, Ucraina. Satul a fost locuit de germanii pontici.  

## Demografie
Componența lingvistică a localității Pișceanîi Brid
     Ucraineană (95,7%)
     Rusă (2,48%)
     Română (1,32%)
     Alte limbi (0,5%)
Conform recensământului din 2001, majoritatea populației localității Pișceanîi Brid era vorbitoare de ucraineană (95,7%), existând în minoritate și vorbitori de rusă (2,48%) și română (1,32%).